# 寒川町立寒川中学校
寒川町立寒川中学校（さむかわちょうりつ さむかわちゅうがっこう）は、神奈川県高座郡寒川町一之宮3丁目にある公立中学校。

## 沿革
- 1947年（昭和22年） 
  - 4月30日 - 初代校長と9名の教諭が着任。
  - 5月5日 - 開校式挙行。
  - 6月5日 - 校章制定。
  - 12月22日 - 図書館開館。
- 1948年（昭和23年）3月9日 - 校歌発表会を行う。
- 1957年（昭和32年）5月4日 - 開校10周年記念式典挙行。
- 1958年（昭和33年）9月28日 - 校旗制定授与式。
- 1965年（昭和40年）4月1日 - 特殊学級設置。
- 1967年（昭和42年）10月9日 - 創立20周年記念式典挙行。
- 1972年（昭和47年）10月11日 - 旭が丘中学校が本校から分離独立。この日を開校記念日と定める。
- 1977年（昭和52年）5月5日 - 創立30周年記念式典挙行。
- 1987年（昭和62年）4月18日 - 創立40周年記念式典挙行。。
- 1989年（平成元年）4月1日 - 寒川東中学校新設により、新2年生210名を転出。
- 1997年（平成9年）4月19日 - 創立50周年記念式典挙行。
- 2007年（平成19年）11月19日 - 創立60周年記念式典挙行。
- 2017年（平成29年）9月29日 - 創立70周年記念式典を町民センターで行う。

### 参考リンク
- 寒川町立寒川中学校沿革 (PDF)

## 交通
- JR相模線寒川駅から、
  - 寒川町コミュニティバス南ルートで、｢寒川跨道橋前」バス停下車。
    - コミュニティバスは片方向運行の為、寒川駅からバスで17分、寒川駅までバスで8分。　

  - 徒歩で約800m・約13分。

## 周辺
- 神奈川県道46号相模原茅ヶ崎線
- JR東日本相模線
- 一之宮相和幼稚園

## 著名な出身者
- 飯田誠（寒川町議会議員、神奈川県議会議員）
- 木村俊雄（寒川町長）